# Sava Centar

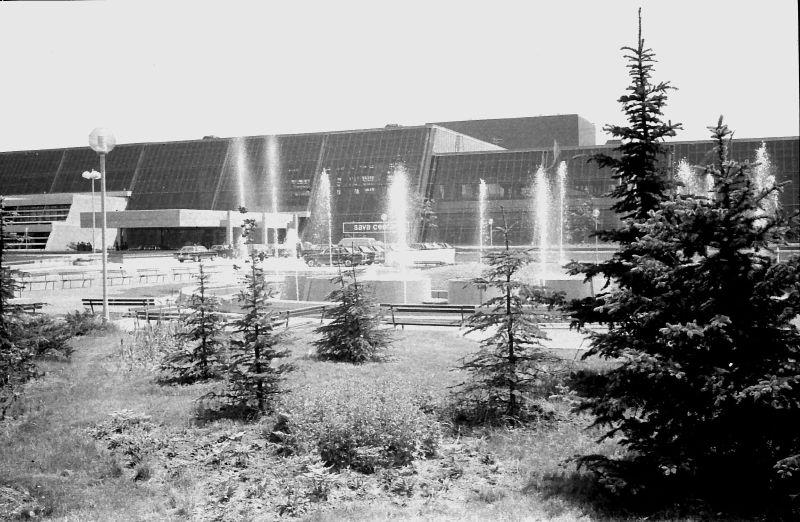
Das Sava Centar, 1978

Das Sava Centar (serbisch-kyrillisch Сава центар) ist ein internationales Kongresszentrum in Belgrad, der Hauptstadt Serbiens. Es besitzt mit 4.000 Plätzen das größte Auditorium (Zuschauerraum bzw. Hörsaal) des Landes und aller ehemaligen Staaten Jugoslawiens. Neben der Great Hall bietet das Konferenzzentrum weitere 14 Hörsäle mit 80 bis 1000 Sitzplätzen und moderne Infrastruktur für Kongresse und andere Großveranstaltungen (Tagungsbüros, Telekommunikation und Informationstechnik, Ausstellungsflächen, Pressezentrum usw.) sowie Übersetzungsanlagen für 8 Sprachen.
Im Sava-Kongresszentrum fanden seit seiner Eröffnung 1979 zahlreiche Großkongresse, bedeutende politische Konferenzen sowie regelmäßige kulturelle Veranstaltungen statt, darunter etwa 20 gesamteuropäische Kongresse aus Medizin, Technik und Naturwissenschaften, der Song-Contest 2008 sowie alle bisherigen 18 Jahrestagungen der TELFOR-Organisation für Südosteuropa.

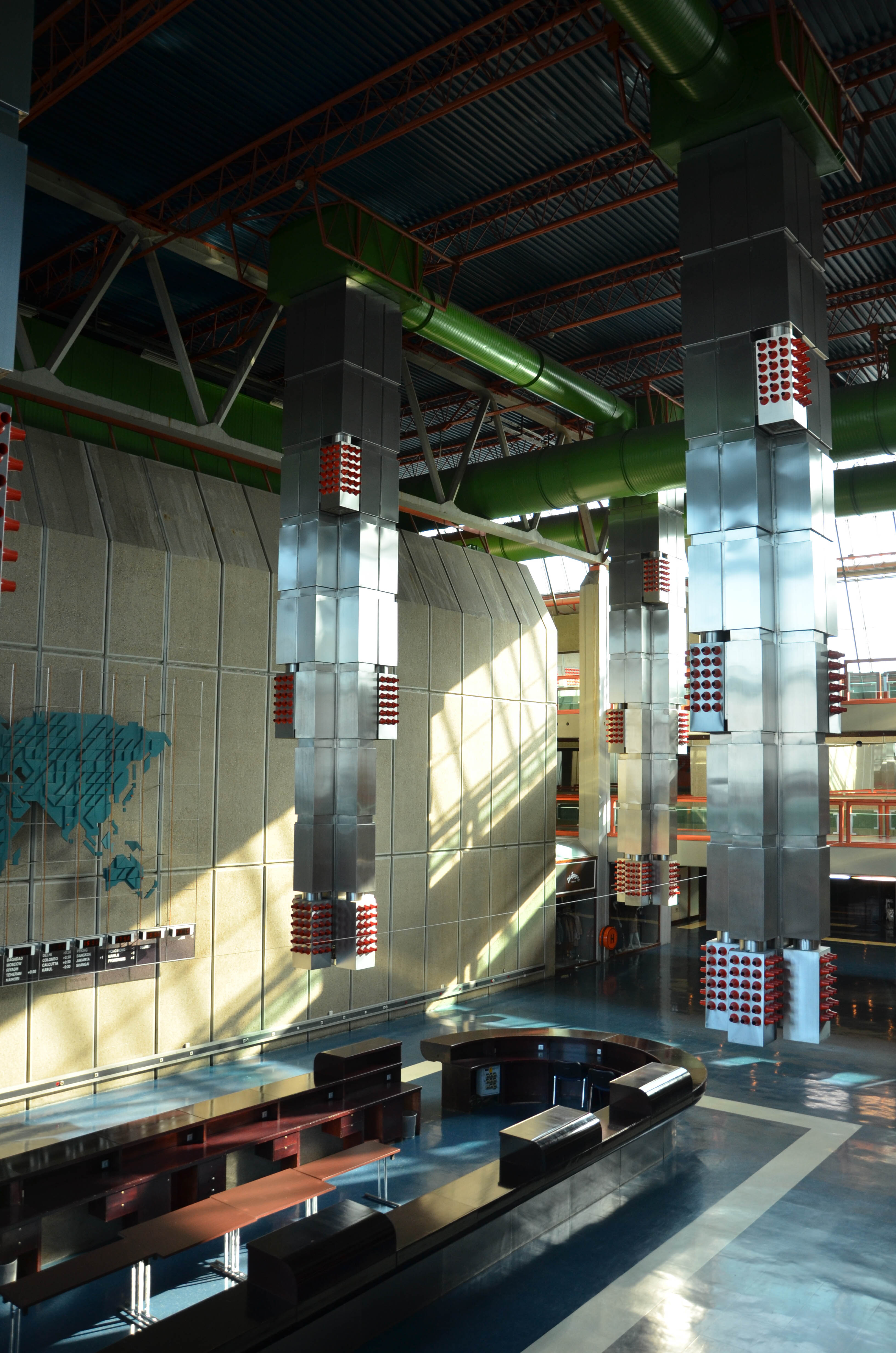
Empfangshalle

## Lage und Baugeschichte
Das Sava Centar liegt im Stadtteil Novi Beograd in der Nähe des namensgebenden Flusses Save. Das alte Stadtzentrum mit der historischen Festung von Belgrad ist nur etwa 1 km entfernt, der internationale Flughafen knapp 15 km.
Die Errichtung des Kongresszentrums begann 1976, doch ging ihm eine lange Planungszeit voraus. Der Entwurf stammt vom Architekten Stojan Maksimović, der auch Manager des gesamten Bauprojekts war.
Ende 1979 waren die Bauarbeiten beendet und das Kongresszentrum wurde mit dem jährlichen Treffen des  Internationalen Währungsfonds (IWF) eröffnet.

## Konferenzsäle und Infrastruktur

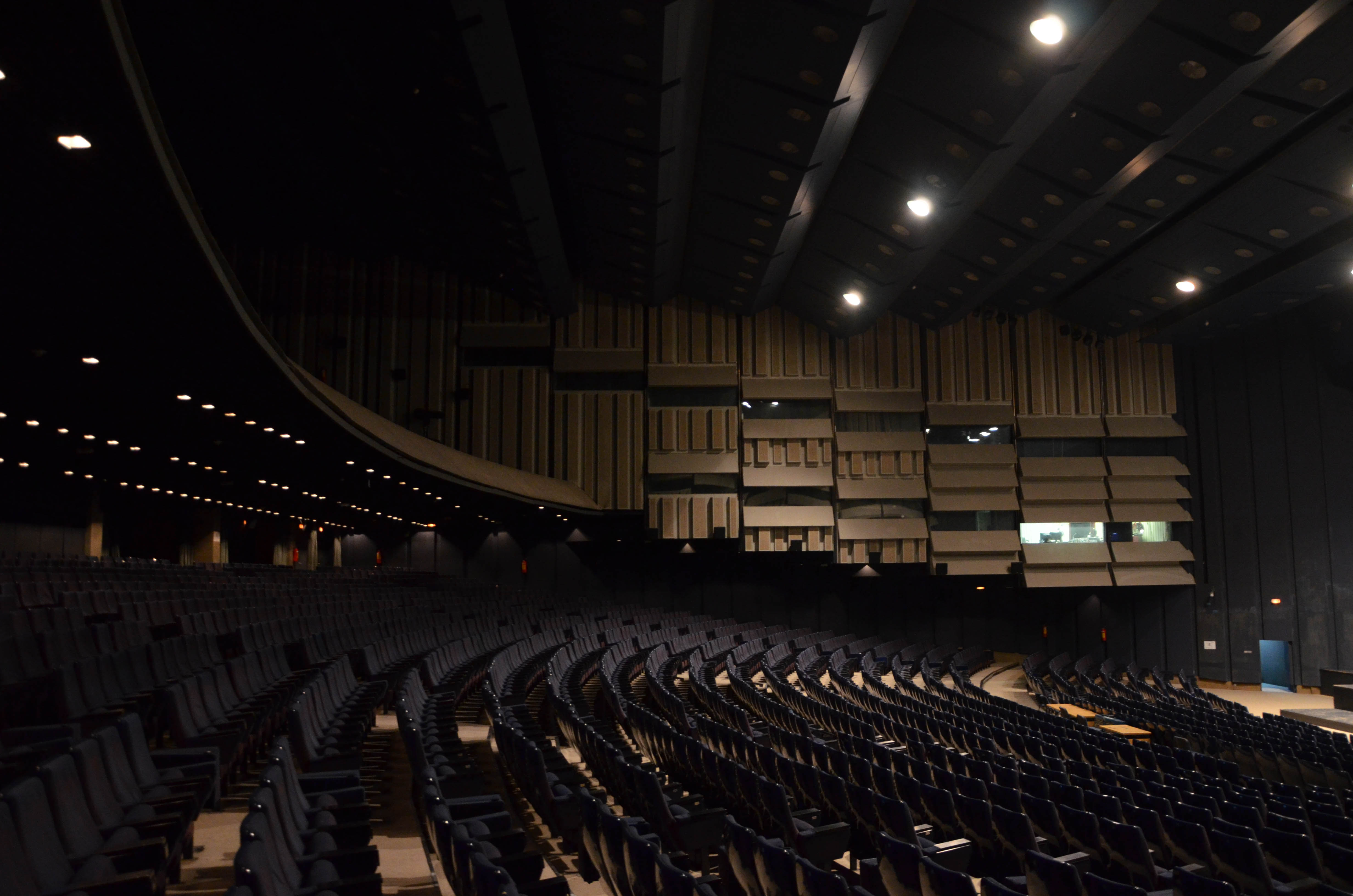
Grosser Saal

Das Sava Centar hat eine Grundfläche von 69.720 m². Das Gebäude A enthält den Großteil der Konferenzräume, das Gebäude B vor allem den Großen Saal (Great Hall oder "Blue Hall") mit 3.700 Sitzplätzen und einer 7-Kanal-Übersetzungsanlage; im Foyer vor dem Saal finden über 4.000 Personen Platz, für die es Bars, Informationstische, Sitzgelegenheiten und einen Wintergarten gibt.
Der zweitgrößte Saal, die Halle 1A/1B, ist für etwa 1.000 Besucher ausgelegt, kann aber in 2 oder 3 Säle unterteilt werden. Der Gebäudekomplex enthält weitere 13 Konferenzhallen für 80 bis etwa 250 Personen, ferner ein Pressezentrum für 900 Personen, große Ausstellungsflächen, einige Loungen für Empfänge und alle nötigen Nebenräume. Angeschlossen ist auch ein Luxushotel für betuchte Teilnehmer und für Staatsgäste.

## Bedeutende Kongresse
Im Sava Centar fanden unter anderen die Programme der OSZE statt, das jährliche Treffen von IWF und Weltbank, das Haupttreffen der UNESCO und das neunte Treffen der Blockfreien Staaten und weitere politische Konferenzen. 
Große wissenschaftliche Konferenzen waren seit 2001 rund 20 gesamteuropäische Kongresse aus Medizin, Technik und Naturwissenschaften sowie alle bisherigen 18 Jahrestagungen der TELFOR-Organisation für Südosteuropa.
Auch in den Bereichen Kunst und Kultur ist das Zentrum sehr aktiv; u. a. fanden hier internationale Musik- und Tanz-Veranstaltungen sowie der Song-Contest 2008 statt.

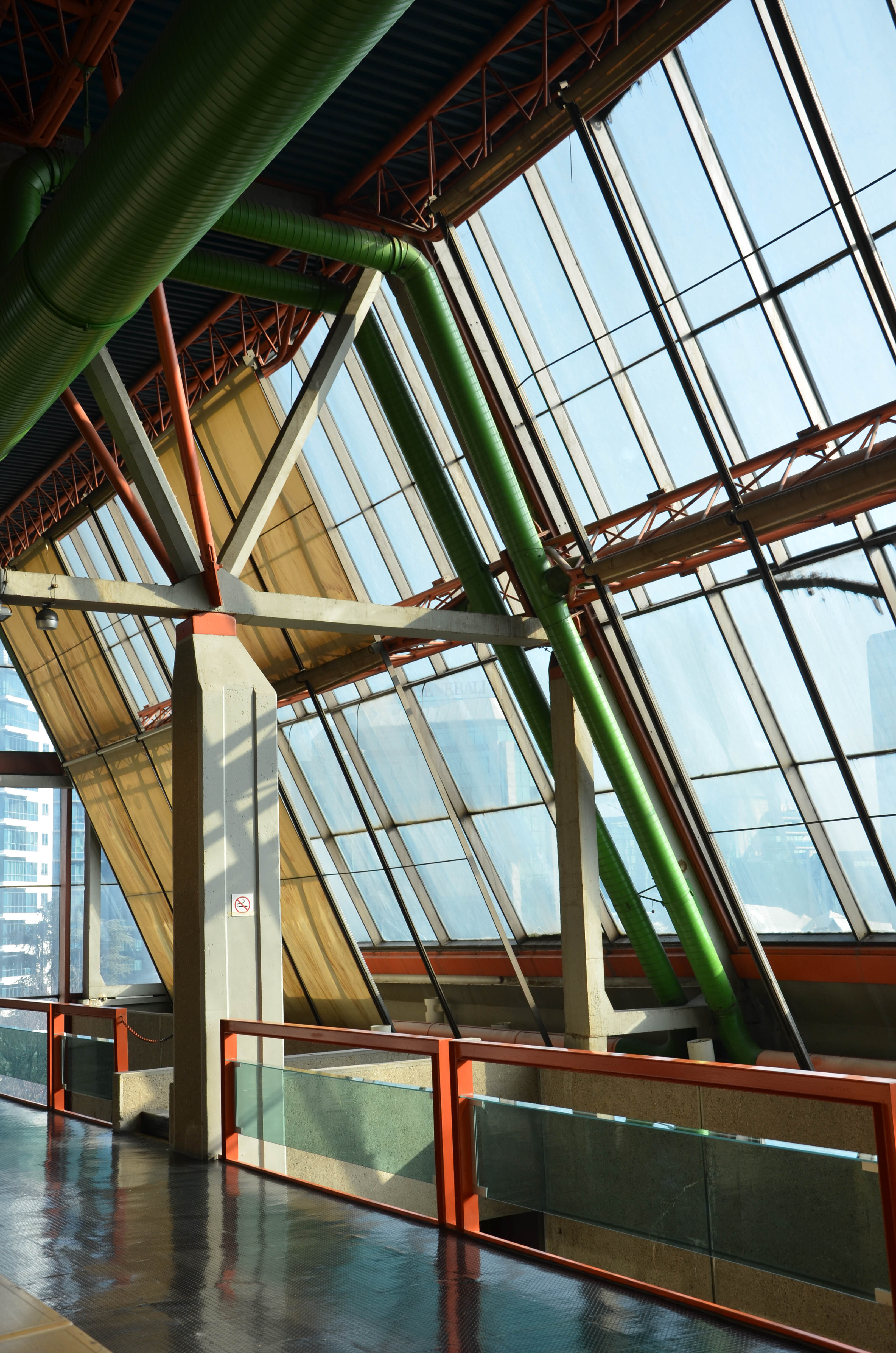
Galerie im 1. Obergeschoss
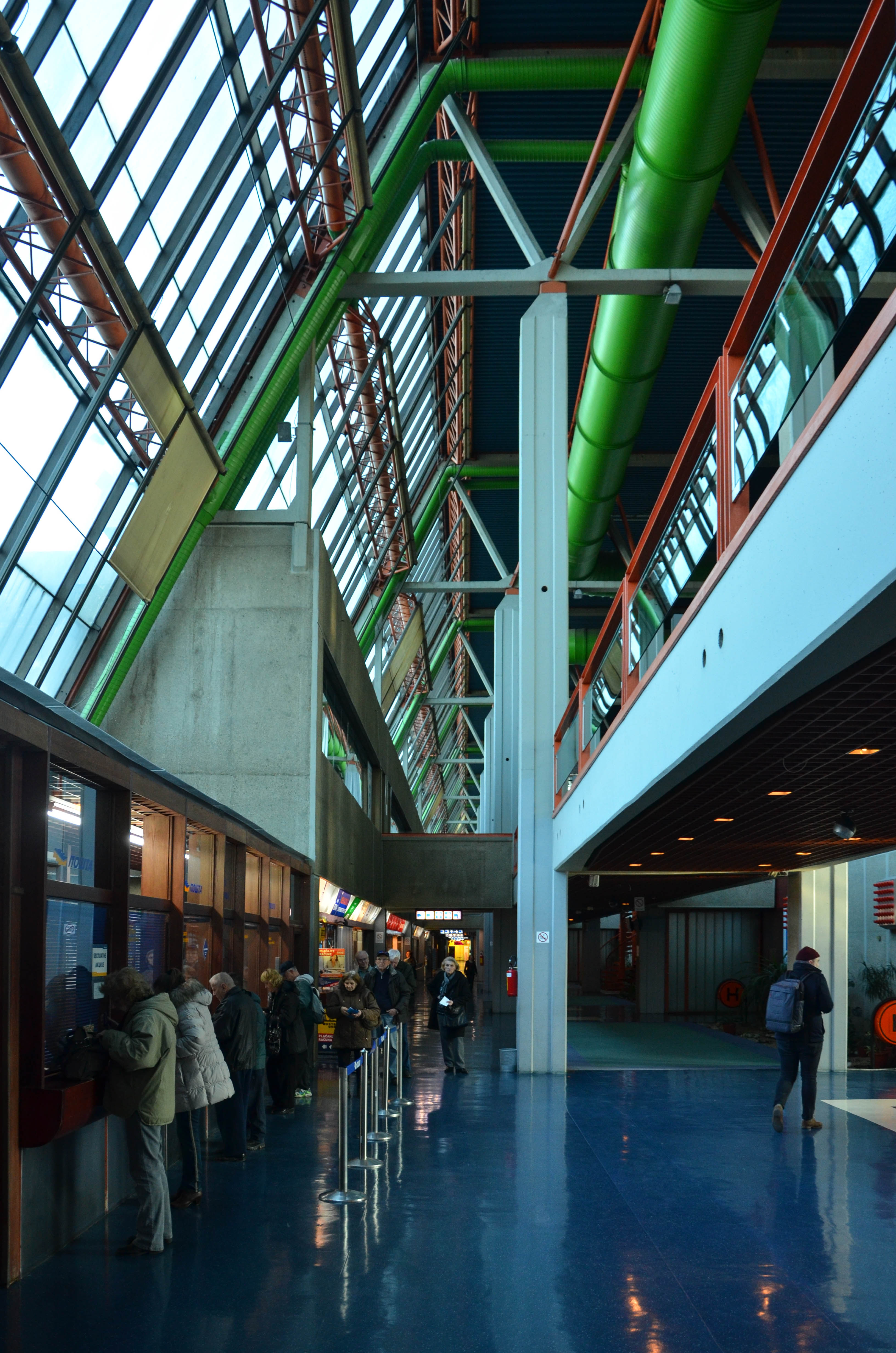
Schalterhalle
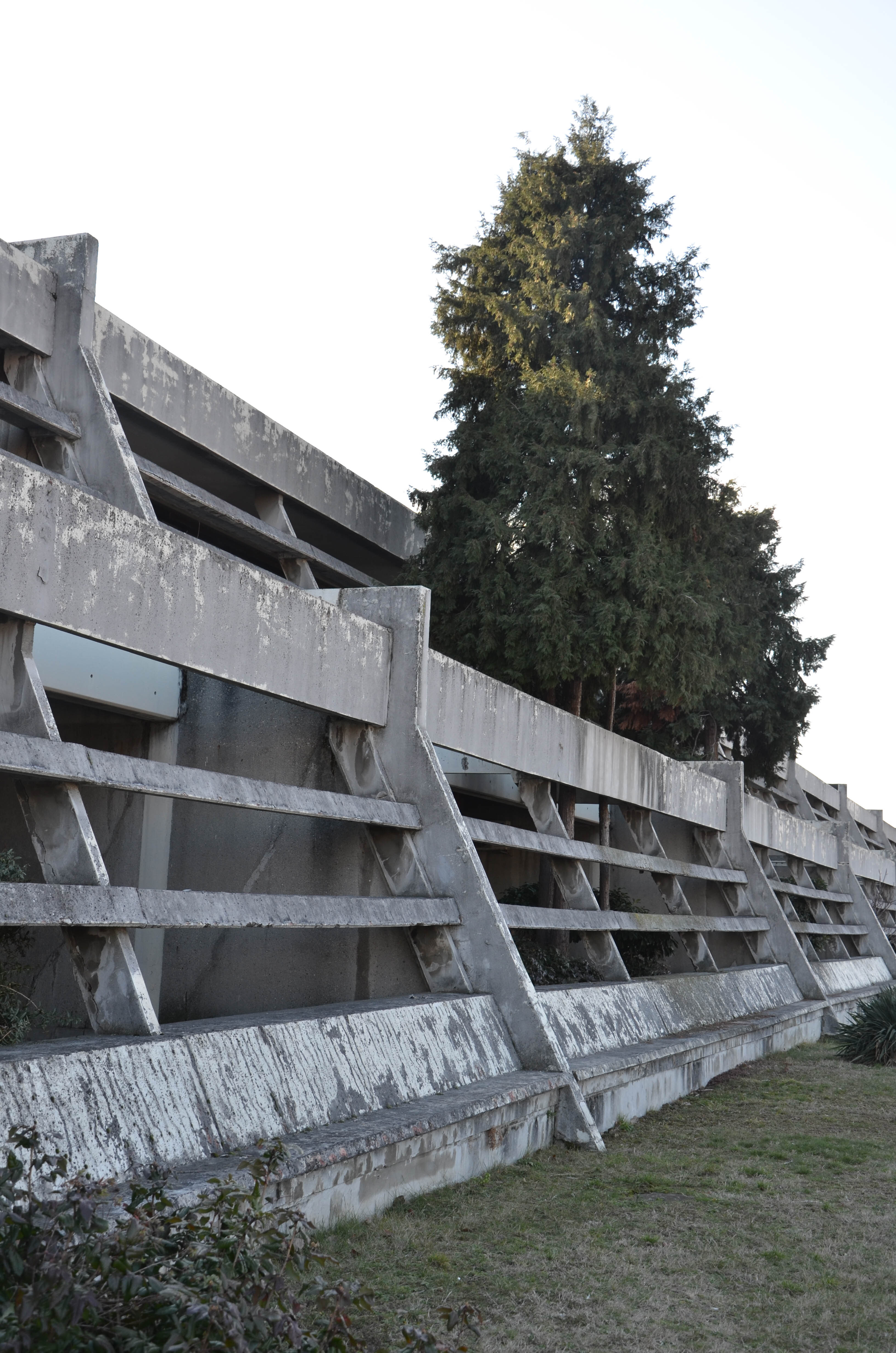
Nord-West-Fassade
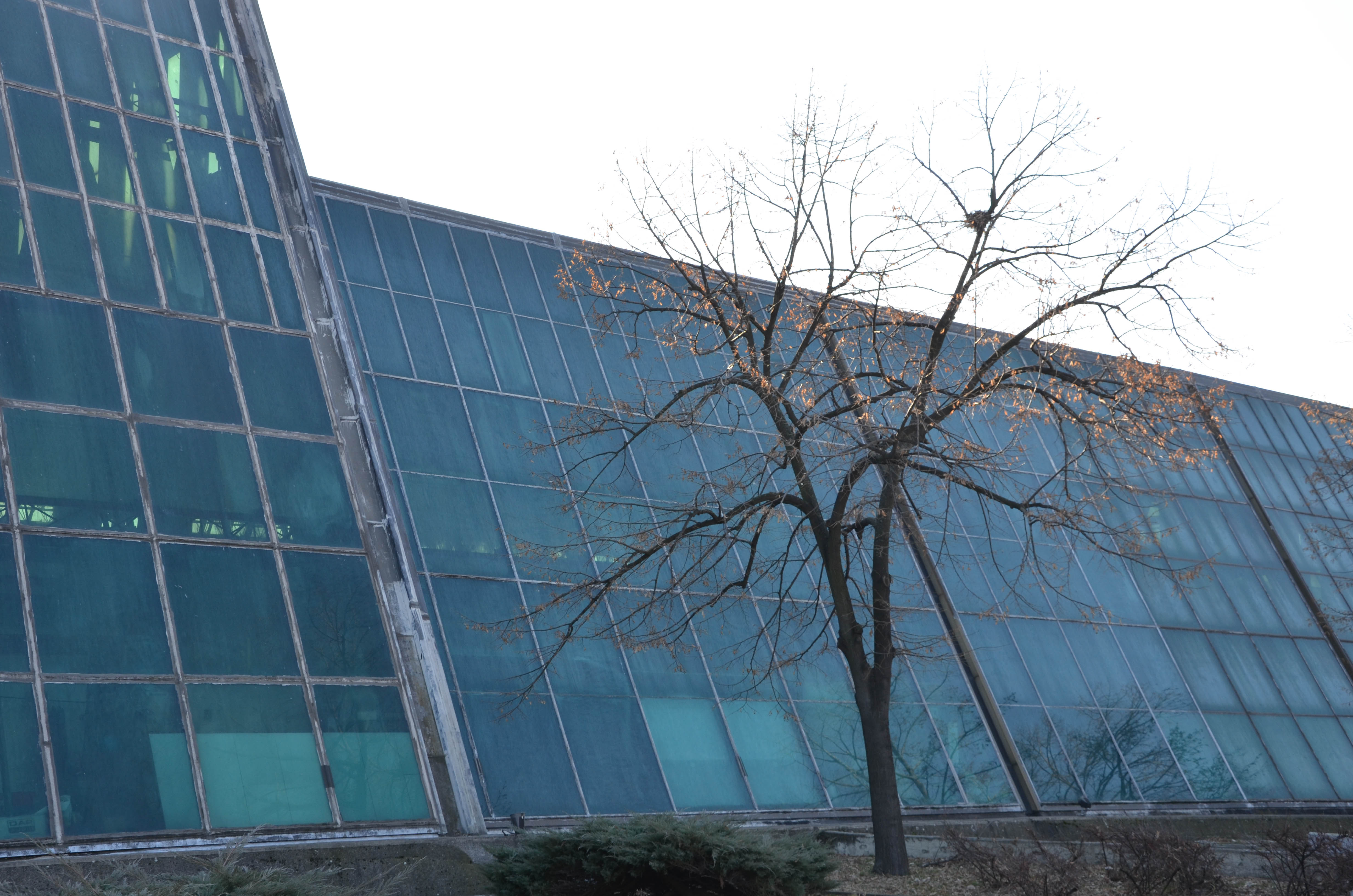
Nord-West-Fassade
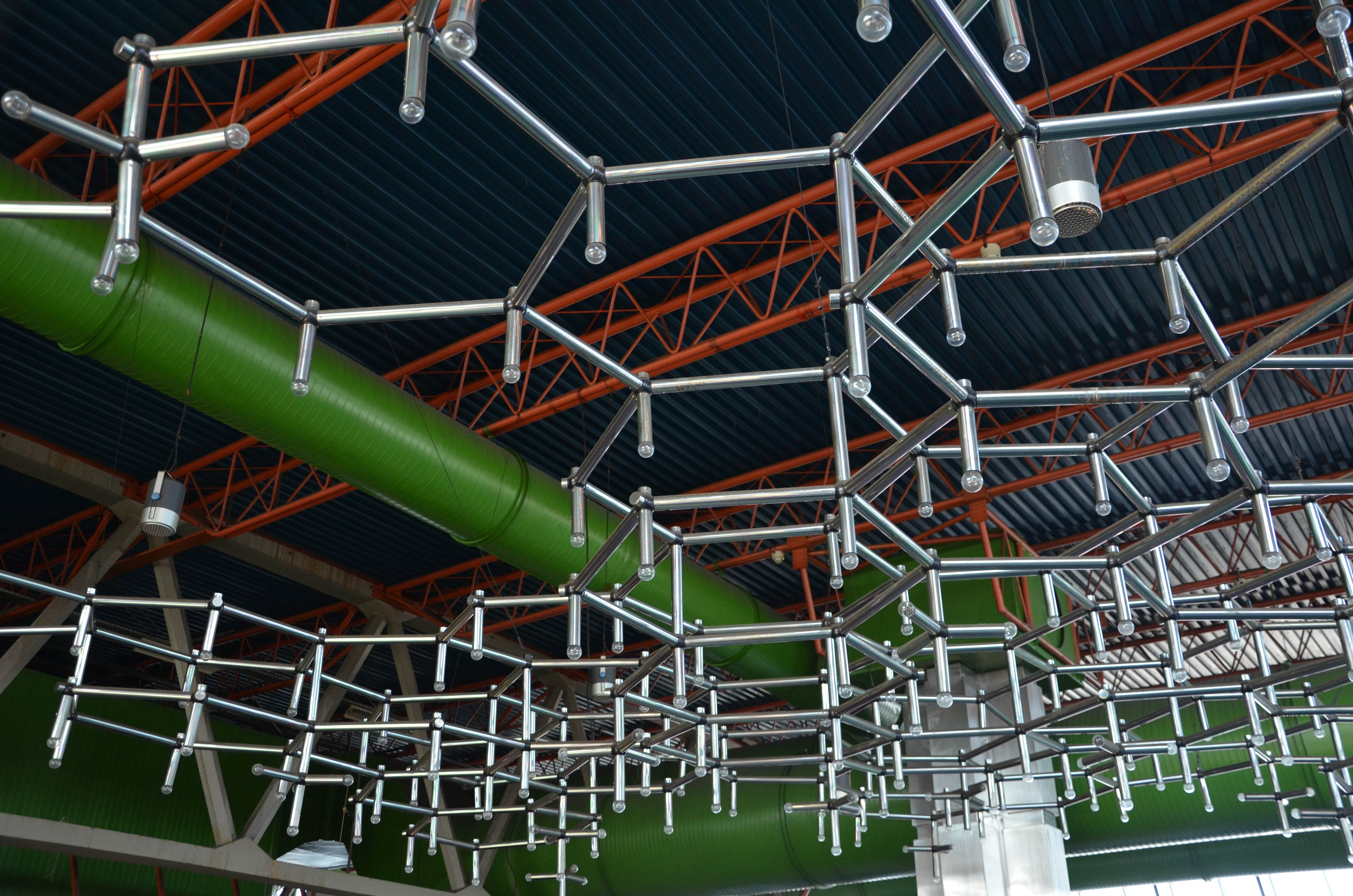
Beleuchtungselemente